# Mont Yapeitso
Mont Yapeitso är ett berg i Kanada.   Det ligger i provinsen Québec, i den östra delen av landet, 800 km nordost om huvudstaden Ottawa. Toppen på Mont Yapeitso är 1 140 meter över havet.
Terrängen runt Mont Yapeitso är kuperad åt nordväst, men åt sydost är den platt. Mont Yapeitso är den högsta punkten i trakten. Trakten runt Mont Yapeitso är nära nog obefolkad, med mindre än två invånare per kvadratkilometer.. Det finns inga samhällen i närheten. 
Omgivningarna runt Mont Yapeitso är i huvudsak ett öppet busklandskap.